# Jeremy (песня Pearl Jam)
| Оценки критиков | Оценки критиков |
| Источник        | Оценка          |
| --------------- | --------------- |
| AllMusic        | [ 2 ]           |
| AllMusic        | Без оценки      |

«Jeremy» — песня американской группы Pearl Jam с альбома 1991 года Ten. В конце 1992 года была выпущена отдельным синглом, это был третий сингл с этого альбома.

## История
Автором текста был вокалист группы Pearl Jam Эдди Веддер, музыку написал бас-гитарист Джефф Амент.
На написание этой песни Веддера вдохновила газетная заметка об американском старшекласснике, застрелившемся на глазах у класса на уроке английского языка 8 января 1991 года.
Песня достигла 5 места в мейнстримном и современном песенных рок-чартах американского журнала Billboard. Поскольку в 1992 году в США она как коммерческий (для продажи) сингл не выходила, то в «Горячую сотню» (Hot 100) «Билборда» тогда не попала. А вот переиздание июля 1995 года достигло 79 места.
Песня прославилась благодаря видеоклипу, который был снят Марком Пеллингтоном. Клип вышел в 1992 году, и стал популярным на MTV, где его постоянно крутили. Надо сказать, что на песню изначально было снято другое видео, режиссёром и продюсером которого выступил Крис Куффаро. Но потом Epic Records и MTV отказались от него и вместо него выпустили клип, снятый Пеллингтоном. В 1993 году этот видеоклип был отмечен четырьмя премиями MTV Video Music Award, в том числе в категории «Лучшее видео года».

## Чарты
| Чарт (1992)                              | Высшая позиция |
| ---------------------------------------- | -------------- |
| Австралия (ARIA)                         | 68             |
| Canada Top Singles (RPM)                 | 32             |
| Германия (GfK)                           | 93             |
| Ирландия (IRMA)                          | 10             |
| Нидерланды (Single Top 100)              | 59             |
| Новая Зеландия (Recorded Music NZ)       | 34             |
| UK Singles (The Official Charts Company) | 15             |
| US Billboard Mainstream Rock Tracks      | 5              |
| US Billboard Modern Rock Tracks          | 5              |
| Чарт (1995)                              | Высшая позиция |
| US Billboard Hot 100                     | 79             |

## Признание
На 35-й церемонии «Грэмми» песня «Jeremy» получила две номинации в категориях Лучшая рок-песня и Лучшее исполнение в стиле хард-рок.
Песня была включена в несколько итоговых списков лучших песен различными изданиями и каналами.
Кроме того, песня «Jeremy» в исполнении группы Pearl Jam входит в составленный Залом славы рок-н-ролла список 500 Songs That Shaped Rock and Roll.
| Публикация    | Страна         | Список                                         | Год  | Место |
| ------------- | -------------- | ---------------------------------------------- | ---- | ----- |
| MTV           | США            | «100 Greatest Videos Ever Made»                | 1999 | 19    |
| Rolling Stone | США            | «The 100 Top Music Videos»                     | 1993 | 36    |
| Rolling Stone | США            | «The 100 Greatest Pop Songs Since the Beatles» | 2000 | 48    |
| VH1           | США            | «100 Best Songs of the Past 25 Years»          | 2003 | 32    |
| VH1           | США            | «100 Greatest Songs of the '90s»               | 2007 | 11    |
| Kerrang!      | Великобритания | «100 Greatest Singles of All Time»             | 2002 | 85    |